# Spilosmylus
Spilosmylus is een geslacht van netvleugelige insecten uit de familie watergaasvliegen (Osmylidae).
Hermann Julius Kolbe richtte Spilosmylus in 1897 op als ondergeslacht van Osmylus, voor een groep van soorten met als gemeenschappelijke eigenschap een kenmerkende bruine convexe vlek aan de achterzijde van de voorvleugels. Hij rekende O. africanus, O. interlineatus, O. tuberculatus, O. inquinatus en O. modestus tot deze groep. Deze soorten kwamen voor van het Indische gebied tot in Oost-Afrika.

## Soorten
- S. africanus (Kolbe, 1897)
- S. alticolus Banks, 1937
- S. alleni New, 1991
- S. amarillus New, 1989
- S. analis New, 1989
- S. annulatus Navás, 1923
- S. apoanus Banks, 1937
- S. araucariensis New, 1989
- S. arishensis New, 1986
- S. asahinai Nakahara, 1966
- S. ateritriangulus New, 1986
- S. aureus Navás, 1912
- S. basalis New, 1986
- S. bernhardensis New, 1989
- S. bimaculatus New, 1986
- S. bossei (Navás, 1928)
- S. brandti New, 1986
- S. camerunensis (Van der Weele, 1905)
- S. ceyloniensis Esben-Petersen, 1927
- S. collarti (Navás, 1930)
- S. conspersus (Walker, 1853)
- S. cornutus New, 1989
- S. darjeelingensis Ghosh, 2000
- S. elongatus New, 1989
- S. epiphanes (Navás, 1917)
- S. flavicornis (McLachlan, 1875)
- S. formosus Banks, 1924
- S. fraternus (Banks, 1931)
- S. fumosus New, 1989
- S. fuscomaculatus New, 1989
- S. gressitti New, 1986
- S. griseofasciatus New, 1986
- S. inclytus (Navás, 1917)
- S. inquinatus (McLachlan, 1870)
- S. interlineatus (McLachlan, 1870)
- S. inthanonensis New, 1991
- S. ismayi New, 1986
- S. javensis New, 1991
- S. kruegeri (Esben-Petersen, 1914)
- S. laetus Tjeder, 1957
- S. latipennatus New, 1986
- S. leletensis New, 1986
- S. leucomatodes (Navás, 1911)
- S. lichenoides Navás, 1913
- S. lieftincki New, 1989
- S. lineatocollis (McLachlan, 1870)
- S. loloensis (Krüger, 1914)
- S. ludinganus C.-k. Yang, 1992
- S. majalis Navás, 1925
- S. malgassicus Fraser, 1951
- S. misoolensis New, 1989
- S. modestus (Gerstäcker, 1894)
- S. monticolus (Banks, 1937)
- S. navasi New, 1989
- S. nebulosus New, 1989
- S. neobritannicus New, 1986
- S. nephelius Navás, 1926
- S. nesaeus Navás, 1940
- S. nipponensis (Okamoto, 1914)
- S. obliquus New, 1986
- S. ocellatus (Krüger, 1914)
- S. pictus New, 1989
- S. pretiosus (Banks, 1931)
- S. proximus Banks, 1937
- S. punctatus New, 1989
- S. pustulatus Navás, 1935
- S. rattanensis New, 1989
- S. reflexus New, 1986
- S. saishiuensis Okamoto, 1924
- S. sibilensis New, 1989
- S. sigiensis New, 1989
- S. sinuosus New, 1989
- S. subtilis New, 1986
- S. sumatranus Krüger, 1914
- S. sumbanus Krüger, 1914
- S. tjederi New, 1989
- S. togoensis (Krüger, 1914)
- S. toxopeusi New, 1989
- S. triseriatus Banks, 1913
- S. tristis Tjeder, 1957
- S. tuberculatus (Walker, 1853)
- S. vernans Navás, 1921
- S. weiensis New, 1986
- S. xaverii Navás, 1928